# SEM 52 SL
L'émetteur-récepteur mobile SEM 52 SL (en allemand : Sender/Empfänger, mobil) est une radio portative utilisée par les forces armées allemandes pour la communication dans une sous-unité. Il a été introduit en 1995 et a remplacé le SEM 52 S (de)introduit en 1984.
L'appareil est adapté à la voix et à la transmission de données. Pour la radio vocale, il est possible de raccorder un microphone externe comme sur le modèle précédent. L'appareil dispose également d'un silencieux et d'un écran à cristaux liquides rétro-éclairé. Grâce au dispositif silencieux, la sensibilité du microphone peut être augmentée de 12 dB.
L'alimentation est fournie par des piles Mignon (de) (AA) ou un bloc de piles au nickel-cadmium ou au lithium.
La gamme d'accessoires comprend diverses antennes, un kit de transmission de données, un support pour véhicule, différentes batteries, etc.